# اغتيال آنا بوليتكوفسكايا

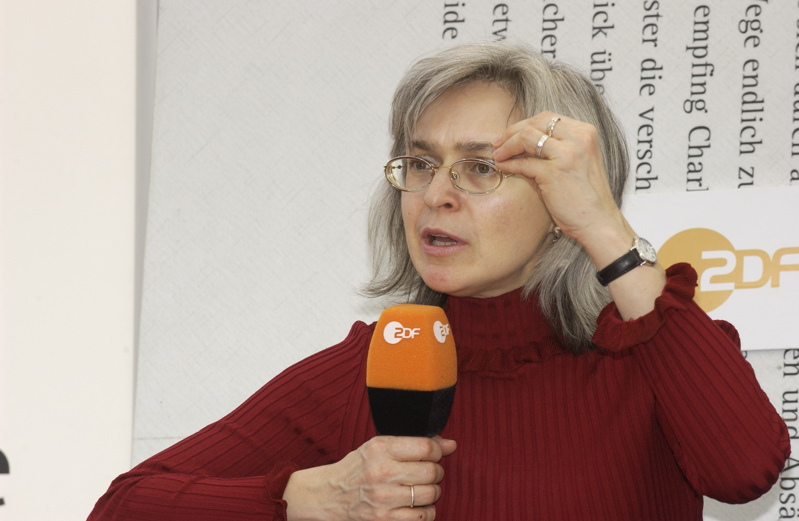
بوليتكوفسكايا في عام 2005، قبل عام واحد من اغتيالها

في السابع من أكتوبر 2006، قُتلت الصحافية والكاتبة والناشطة في مجال حقوق الإنسان آنا بوليتكوفسكايا بالرصاص في مصعد شقتها في وسط موسكو. كانت معروفة بمعارضتها للحرب الشيشانية الثانية وانتقادها للرئيس الروسي فلاديمير بوتين. وقد حصلت على العديد من الجوائز الدولية عن عملها، كما ألفت كتاب روسيا بوتن بالإضافة إلى العديد من الكتب حول الصراع الشيشاني. وقد أثار اغتيالها، الذي حدث في عيد ميلاد فلاديمير بوتن، رد فعل دولي قوي. وتم القبض على ثلاثة شيشانيون بتهمة القتل، ولكن تمت تبرئتهم. وألغت المحكمة العليا الروسية الحكم وأُجريت محاكمات جديدة. وفي المجموع، أدين ستة أشخاص بتهم تتعلق بوفاتها.

## الخلفية
انتقدت بوليتكوفسكايا في كتابها روسيا بوتن: الحياة في ظل ديمقراطية فاشلة رئاسة بوتن الفيدرالية، بما في ذلك سعيه إلى إشعال حرب الشيشان الثانية. واتهمت بوتن وجهاز الأمن الفيدرالي الروسي بقمع الحريات المدنية من أجل إقامة ديكتاتورية على النمط السوفييتي، وأضافت: «نحن المسؤولون عن سياسات بوتن»:
«لقد أظهر المجتمع لامبالاة لا حدود لها... ومع ترسيخ قوات الأمن في السلطة، فقد سمحنا لهم برؤية خوفنا، وبالتالي زادوا من رغبتهم في معاملتنا مثل الماشية. إن جهاز المخابرات السوفييتي لا يحترم إلا الأقوياء. أما الضعيف فإنه يلتهمه. ويتعين علينا نحن من بين كل الناس أن ندرك ذلك».

وكتبت أيضًا:
«إننا نعود إلى الهاوية السوفييتية، إلى فراغ المعلومات الذي يعني الموت بسبب جهلنا. كل ما تبقى لنا هو الإنترنت، حيث لا تزال المعلومات متاحة بحرية. أما بالنسبة لبقية الناس، فإذا كنت تريد الاستمرار في العمل كصحافي، فهذا يعني الخضوع التام لبوتن. وإلا، فقد يكون الموت، أو الرصاص، أو السم، أو المحاكمة—أياً كان ما تراه أجهزة الاستخبارات الخاصة، وكلاب حراسة بوتن، مناسباً».
«يقول لي الناس غالبًا إنني متشائمة، وأنني لا أؤمن بقوة الشعب الروسي، وأنني مهووسة بمعارضتي لبوتن ولا أرى شيئًا أبعد من ذلك»، هكذا تبدأ مقالها بعنوان «هل أنا خائفة؟»، وتنهيه—والكتاب—بالكلمات التالية: «إذا كان أي شخص يعتقد أنه يمكنه أن يستمد الراحة من التوقعات 'المتفائلة'، فليفعل ذلك. إنها بالتأكيد الطريقة الأسهل، لكنها حكم الإعدام على أحفادنا»،

## تهديدات بالقتل
في سبتمبر 2004، أثناء سفرها إلى بيسلان، روسيا، أثناء أزمة احتجاز الرهائن في مدرسة بيسلان للمساعدة في المفاوضات مع خاطفي الرهائن، أصيبت بوليتكوفسكايا بمرض شديد وفقدت الوعي بعد شرب الشاي. وقيل إنها تعرضت للتسمم، واتهم البعض منشأة التسمم التابعة للشرطة السرية السوفييتية السابقة.
في ديسمبر 2005، أثناء حضورها مؤتمرًا حول حرية الصحافة نظمته منظمة مراسلون بلا حدود في فيينا، النمسا، قالت بوليتكوفسكايا: «يدفع الناس أحيانًا حياتهم ثمنًا لقول ما يفكرون فيه بصوت عالٍ. في الواقع، يمكن أن يُقتل شخص ما لإعطائي معلومات. أنا لست الوحيدة في خطر. لدي أمثلة تثبت ذلك». غالبًا ما تلقت تهديدات بالقتل نتيجة لعملها، بما في ذلك التهديد بالاغتصاب وتجربة الإعدام الوهمي بعد اعتقالها من قبل الجيش في الشيشان.
وفقًا لضابط أمن الدولة الروسي ألكسندر ليتفينينكو، سألته بوليتكوفسكايا عما إذا كانت حياتها في خطر وشيك قبل الاغتيال. وأكد الخطر وأوصىها بالهروب من روسيا على الفور. كما أكد أن المرشحة الرئاسية السابقة إيرينا هاكامادا حذرت بوليتكوفسكايا من التهديدات التي تتعرض لها حياتها من قبل بوتن. أنكرت هاكامادا لاحقًا تورطها في تمرير أي تهديدات محددة، وقالت إنها حذرت بوليتكوفسكايا فقط بعبارات عامة قبل أكثر من عام من وفاتها. ربما كان تحذير ليتفينينكو مرتبطًا بتصريح سابق أدلى به الأوليغارشي الروسي بوريس بيريزوفسكي، الذي زعم أن نائب رئيس الوزراء الروسي السابق بوريس نيمتسوف تلقى كلمة من هاكامادا مفادها أن بوتن هددها وزملاءها من ذوي التفكير المماثل شخصيًا. وفقًا لبيريزوفسكي، قال بوتن إن هاكامادا وزملاءها «سيأخذون الرأس على الفور، حرفيًا وليس مجازيًا» إذا «فتحوا أفواههم» بشأن تفجيرات الشقق الروسية.

## الاغتيال
في السابع من أكتوبر 2006، عُثر على بوليتكوفسكايا مقتولة بالرصاص في مصعد المبنى السكني الذي تقطنه في وسط موسكو. وعثرت الشرطة بجوار جثتها على مسدس ماكاروف وأربعة أغلفة طلقات. وأشارت التقارير إلى أنها كانت ضحية جريمة قتل مأجورة، حيث أُطلِقَت عليها أربع طلقات، إحداها في الرأس.
وقعت عملية الاغتيال في يوم ميلاد فلاديمير بوتن وبعد يومين من احتفال رمضان قديروف بعيد ميلاده الثلاثين، الأمر الذي «أثار الشكوك في أن عملية القتل كانت هدية غير مرغوبة من أحد أتباع أحدهما أو كليهما». ووفقًا بوريس بيريزوفسكي، «كانت عملية القتل التالية في السابع من أكتوبر عندما أُطلِق النار على آنا بوليتكوفسكايا في عيد ميلاد بوتن. بالتأكيد لم يكن بوسعهم تحمل تكلفة طريقة أخرى – حيث سيضيع التأثير بالكامل إذا ماتت في حادث سيارة أو نوبة قلبية. كان كل ذلك من أجل حماية الذات، بالطبع، حيث صفعت السيدة بوتن على وجهه بنشر كتابها روسيا بوتن في الغرب».(ص.251)
أقيمت الجنازة يوم الثلاثاء 11 أكتوبر 2006، الساعة 2:30 مساءً في مقبرة ترويكوروفسكي. وقبل دفن بوليتكوفسكايا، مر أكثر من 1000 شخص أمام نعشها. وتجمع العشرات من زملاء بوليتكوفسكايا والشخصيات العامة والمعجبين بعملها لحضور الجنازة. ولم يُشاهد أي مسؤولين روس رفيعي المستوى في الحفل.

## رد فعل
أدان الاتحاد الأوروبي والعديد من الحكومات جريمة اغتيال بوليتكوفسكايا، مطالبين السلطات الروسية بإجراء تحقيق شامل في الجريمة.
وبعد وفاتها بفترة وجيزة، قال فيتالي ياروشيفسكي، نائب رئيس تحرير صحيفة نوفايا جازيتا، حيث كانت تعمل: «أول ما يتبادر إلى ذهني هو أن آنا قُتلت بسبب أنشطتها المهنية. ولا نرى أي دافع آخر وراء هذه الجريمة الرهيبة». وقال إن بوليتكوفسكايا أدلت بمقابلة مع إذاعة أوروبا الحرة/راديو ليبرتي في الأسبوع الذي سبق وفاتها، حيث قالت إنها كانت شاهدة في قضية جنائية ضد رمضان قديروف فيما يتعلق بعمليات اختطاف في الشيشان—وهي القضية التي استندت إلى تقاريرها. وفي نفس المقابلة، وصفت قديروف بأنه «ستالين أيامنا».
في الثامن من أكتوبر 2006، تجمع المئات في وسط مدينة موسكو للاحتجاج على مقتل بوليتكوفسكايا والقمع الأخير ضد العرقية الجورجية. ووصفت إذاعة صدى موسكو الليبرالية التي تتخذ من موسكو مقراً لها المظاهرة بأنها «أكبر مظاهرة احتجاجية للمعارضة أقيمت مؤخراً في روسيا». وفي اليوم التالي للقتل، أقيمت مظاهرة ونصب تذكاري ضم 500 شخص في موسكو بالإضافة إلى 300 شخص تجمعوا في سانت بطرسبرغ. كما أقيمت مسيرات ووقفات احتجاجية أخرى في مدن روسية أخرى، بما في ذلك سانت بطرسبرغ ويكاترينبورغ وساراتوف وكراسنويارسك، فضلاً عن لندن وباريس ونيويورك وواشنطن.
تجمع أكثر من 1،000 شخص (قُدِّر عددهم لاحقًا بأكثر من 3،000 شخص) في السفارة الروسية في هلسنكي، فنلندا، لتقديم واجب العزاء في بوليتكوفسكايا. كانت المظاهرة صامتة، وحمل الناس الشموع. تم نشر كتابين من كتب بوليتكوفسكايا في فنلندا في إصدارات مترجمة.
في 10 أكتوبر 2006، وصف 2000 متظاهر بوتن بأنه «قاتل» أثناء زيارته لمدينة دريسدن الألمانية. رد بوتن:
«كانت هذه الصحافية في الواقع منتقدة حادة للسلطات الروسية الحالية... ولكن درجة تأثيرها على الحياة السياسية في روسيا كانت ضئيلة للغاية. كانت معروفة في الدوائر الصحافية، بين نشطاء حقوق الإنسان، في الغرب. وأكرر، كان تأثيرها على الحياة السياسية في روسيا ضئيلاً. وفي رأيي أن قتل مثل هذه الشخصية يلحق ضرراً أعظم بكثير من وجهة نظر السلطات، السلطات التي انتقدتها بشدة، مقارنة بما فعلته منشوراتها على الإطلاق.»

## الأحداث التي ربما تكون ذات صلة في أعقاب وفاتها
ناقشت وسائل الإعلام اغتيال بوليتكوفسكايا فيما يتصل بوفاة منتقدين آخرين لبوتن، بما في ذلك زميلها من صحيفة نوفايا جازيتا يوري شيكوتشيخين، وأعضاء مجلس دوما الروسي جالينا ستاروفويتوفا وسيرجي يوشينكوف والصحفي أرتيوم بوروفيك:
- وبعد أسبوع من الاغتيال، اتهم ألكسندر ليتفينينكو بوتن بتمرير عملية القتل. وبعد أسبوعين من هذا التصريح، تم تسميم ليتفينينكو بالبولونيوم المشع. وقبل يومين من وفاته في 24 نوفمبر 2006، كتب بياناً في حالة «عدم تمكنه من النجاة». قال فيه:

«اذكر اسم اللقيط. لم تفعل آنا بوليتكوفسكايا ذلك، وأنا سأفعل ذلك نيابة عنا.(ص.328) قد تنجح في إسكات رجل واحد، لكن صرخة الاحتجاج من مختلف أنحاء العالم سوف تتردد في أذنيك، يا سيد بوتن، لبقية حياتك. فليغفر لك الله ما فعلته، ليس لي فحسب، بل ولروسيا الحبيبة وشعبها».
وفقًا لبعض التقارير، حاول ليتفينينكو التحقيق في وفاة بوليتكوفسكايا. كما كان يكتب كتابًا عن أنشطة جهاز الأمن الفيدرالي الروسي بما في ذلك معسكرات الاعتقال في الشيشان. وفي هذا الصدد، كان على اتصال متكرر ببوليتكوفسكايا. كان تسميم ليتفينينكو مشابهًا بشكل ملحوظ للتسمم بالثاليوم للمنشق عن جهاز المخابرات السوفيتي نيكولاي خوخلوف، الذي أجرت بوليتكوفسكايا مقابلة معه لصحيفة نوفايا جازيتا.
- في 18 نوفمبر 2006، قُتل القائد الشيشاني السابق الموالي للحكومة وضابط جهاز الأمن الفيدرالي الروسي مولادي بيساروف بالرصاص في موسكو. ويُزعم أن بيساروف كان ينوي تقديم أدلة تثبت ذنب خصومه السياسيين في الاختطاف والقتل، والإدلاء بشهادة حول اغتيال بوليتكوفسكايا. كانت نوفايا جازيتا تستعد لنشر منشور يربط بين مقتل بيساروف ومقتل آنا بوليتكوفسكايا. قال الصحفي فياتشيسلاف إسماعيلوف، الذي عمل عن كثب مع بوليتكوفسكايا في قصصها عن انتهاكات حقوق الإنسان في الشيشان، إن عمدة غروزني السابق بيسلان جانتاميروف جاء إلى مكاتب نوفايا جازيتا بعد أسبوعين من مقتلها وقال إن رجالًا مسلحين مقربين من رمضان قديروف قد أُرسلوا إلى موسكو بأوامر لقتل ثلاثة أشخاص: بوليتكوفسكايا وبيساروف وجانتاميروف.[43][44]
- في 20 نوفمبر 2006، أكد ضابط المخابرات السوفييتية السابق أوليج جورديفسكي أن مقتل سليم خان يندرباييف ويوري شيكوتشيخين وبوليتكوفسكايا وليتفينينكو وآخرين يعني أن جهاز الأمن الفيدرالي عاد إلى ممارسة المخابرات السوفييتية القديمة المتمثلة في الاغتيالات السياسية بأمر من الحكومة.[45][46] تم تسميم جورديفسكي (لكنه نجا) في نوفمبر 2007، على يد عميل روسي على حد زعمه.[47]
- في 24 نوفمبر 2006، يوم وفاة ليتفينينكو، زعم الخبير الاقتصادي والسياسي الروسي يجور جيدار أنه تعرض للتسمم بعد شرب كوب من الشاي.[48]

وقد أشار العديد من المعلقين إلى أنها قُتلت في يوم ميلاد بوتن. وعلق المؤرخ يوري فيلشتينسكي وعالم السياسة فلاديمير بريبيلوفسكي بأن أياً من المشتبه بهم الرسميين لم يكن لديه دوافع شخصية لقتل بوليتكوفسكايا.:482

## تطورات القضية

### أول اعتقالات وتصريحات رسمية
في أواخر أغسطس 2007، ألقت الشرطة القبض على عشرة مشتبه بهم يُعتقد أنهم متورطون في اغتيال بوليتكوفسكايا. وصرح المدعي العام الروسي يوري تشايكا أن هدف المتآمرين كان إثارة أزمة لزعزعة استقرار روسيا. وكان من بين المشتبه بهم أعضاء في جماعة إجرامية منظمة شيشانية، فضلاً عن العديد من عملاء جهاز الأمن الفيدرالي السابقين.
في 28 أغسطس 2007، التقى تشايكا بوتن ومدير جهاز الأمن الفيدرالي نيكولاي باتروشيف، وأصدر خلال اللقاء إعلانًا رسميًا:
«لقد قادتنا تحقيقاتنا إلى استنتاج مفاده أن الأشخاص المقيمين في الخارج فقط هم الذين قد يكونون مهتمين بقتل بوليتكوفسكايا... القوى المهتمة بزعزعة استقرار البلاد، وتأجيج الأزمة... وتشويه سمعة القيادة الوطنية، وإثارة الضغوط الخارجية على البلاد، قد تكون مهتمة بهذه الجريمة. كانت آنا بوليتكوفسكايا تعرف من أمر بقتلها. فقد التقت به أكثر من مرة.»
كما قال تشايكا إن قتلة بوليتكوفسكايا ربما كانوا مرتبطين بقتل نائب رئيس البنك المركزي أندريه كوزلوف والصحفي الأمريكي بول خليبنيكوف. وقد تم تحديد الشخص الذي أشار إليه تشايكا كمنظم للقتل في وسائل الإعلام باسم بوريس بيريزوفسكي. وقد أيد تصريح تشايكا أندريه لوغوفوي، الذي وجهت إليه محكمة بريطانية اتهامات فيما يتعلق بتسميم ألكساندر ليتفينينكو. قال لوغوفوي إن بيريزوفسكي هو الذي نظم جرائم قتل بوليتكوفسكايا وليتفينينكو ومحاولة قتل يلينا تريغوبوفا.

### تحديد هوية القاتل المشتبه به
في 28 مارس 2008، وردت أنباء تفيد بأنه تم التعرف على القاتل المشتبه به للصحافية آنا بوليتكوفسكايا على أنه الشيشاني رستم مخمودوف البالغ من العمر 30 عامًا، وهو شقيق إبراهيم وجبرائيل مخمودوف، المشتبه بهما في التواطؤ في جريمة القتل.
في 3 أبريل 2008، صرح ديمتري دوفجي، رئيس لجنة التحقيق بمكتب الاضطهاد الروسي، للصحافة بأنه مقتنع بأن «جريمة قتل بوليتكوفسكايا كانت من تدبير بوريس بيريزوفسكي ونفذها خوز أحمد نوخاييف».[بحاجة لمصدر] قال دوفجي إن جريمة القتل كانت تهدف إلى تقويض الثقة في القانون والنظام في روسيا. وقال إن منظمي جريمة قتل بوليتكوفسكايا «أرادوا أن يظهروا أنه يمكن قتل أشخاص معروفين هنا في وضح النهار، وأن وكالات إنفاذ القانون غير قادرة على حل مثل هذه الجرائم على ما يبدو». ونفى بيريزوفسكي الاتهامات في مقابلة مع إذاعة إيكو موسكفي. وقال: «هذه محاولة أخرى لصرف انتباه التحقيق عن البحث عن الشخص الحقيقي وراء جريمة القتل».
في 4 أبريل 2008، ذكرت صحيفة نوفايا جازيتا الروسية أن جميع المشتبه بهم في القضية كانوا أعضاء في أجهزة خاصة روسية، وأن شخصًا ما في الحكومة كان يحمي القتلة من خلال الكشف علنًا عن المواد السرية للتحقيق. ناقش التقرير تورط نوكاييف الذي يُزعم أنه نظم أيضًا اغتيال بول خليبنيكوف. وفقًا لهذا المنشور، فإن آثار القتلة تؤدي إلى عصابة مكسيم لازوفسكي، ضابط سابق في جهاز الأمن الفيدرالي الروسي يُزعم أنه نظم تفجيرًا في موسكو عام 1994، وكان متورطًا لاحقًا في تفجيرات الشقق الروسية عام 1999.
في الثامن عشر من يونيو 2008، أعلنت لجنة التحقيق في مكتب المدعي العام في موسكو أن التحقيق الأولي قد انتهى، وأن ثلاثة أشخاص، وهم سيرجي خادجيكوربانوف، وجبرائيل مخمودوف، وإبراهيم مخمودوف، من المقرر أن يمثلوا أمام المحكمة بتهمة القتل. كما وجهت إلى مشتبه به آخر، وهو بافيل رياغوزوف، اتهامات أقل خطورة، بما في ذلك إساءة استخدام المنصب والابتزاز. واعتبر زملاء بوليتكوفسكايا المقربون في صحيفة نوفايا جازيتا أن اللغز لم ينته بعد. فقد قال سيرجي سوكولوف، نائب رئيس تحرير مجلة نوفايا جازيتا: «لقد انتهى التحقيق فيما يتعلق بالأشخاص الثلاثة المعنيين فقط. أما بالنسبة للأشخاص الآخرين المتورطين ـ أولئك الذين تم التعرف عليهم وأولئك الذين لم يتم التعرف عليهم بعد، مثل القاتل والشخص الذي أمر بالقتل ـ فقد تم فصلهم إلى مجموعة منفصلة. وسوف يستمر التحقيق». قال ممثلو الادعاء الروس إن تحقيقاتهم ضد رستم مخمودوف، الذي زعموا أنه أطلق النار على بوليتكوفسكايا قبل شهر، لا تزال مستمرة.
في الأول من يوليو 2008، أكد المحقق الروسي الرئيسي ألكسندر باستريكين أن رستم مخمودوف، الرجل الذي تعتقد السلطات أنه أطلق الرصاصة القاتلة، كان مختبئاً في أوروبا الغربية. ولم يحدد باستريكين الدولة المحددة علناً، لكنه قال إنها معروفة لدى السلطات الروسية. وأشارت تقارير إعلامية روسية غير مؤكدة إلى أن موسكو طلبت تسليم مخمودوف من بلجيكا. وفي نهاية مايو 2011، ألقي القبض على مخمودوف في الشيشان.

### اعتقالات أخرى
في 16 يوليو 2012، أعلن المسؤولون الروس أن ضابط الشرطة السابق دميتري بافليوتشينكوف، الذي كان برتبة مقدم في الشرطة عندما اغتيلت بوليتكوفسكايا، متهم بالتخطيط لقتل بوليتكوفسكايا.

## المحاكمة
في 2 أكتوبر 2008، أحالت النيابة العامة القضية ضد خادجيكوربانوف وجبرائيل وإبراهيم مخمودوف إلى المحكمة.
في الخامس والعشرين من نوفمبر 2008، وردت أنباء تفيد بأن عملية القتل تمت بأمر من سياسي روسي. وقال محامي الدفاع الذي يمثل الرجال الأربعة المتهمين في قضية مقتل بوليتكوفسكايا للصحافيين إن السياسي الذي لم يُكشف عن اسمه، والذي يقيم في روسيا، ورد اسمه في ملفات القضية.
وقد أكد نائب رئيس تحرير صحيفة نوفايا جازيتا سيرجي سوكولوف علناً أمام المحكمة أن القاتل المشتبه به رستم مخمودوف كان مطلوباً من قبل الشرطة بتهمة ارتكاب جرائم أخرى منذ عام 1998، ولكنه كان محمياً من قبل جهاز الأمن الفيدرالي، ومن قبل العقيد في جهاز الأمن الداخلي بافيل رياغوزوف الذي زوده بجواز سفر مزور. وكان رياغوزوف مشتبهاً آخر في القضية. وقد اعترض أحد محامي رياغوزوف على هذا الكشف على أساس أن الصلات المزعومة بين مخمودوف وجهاز الأمن الداخلي الروسي تمثل «سراً من أسرار الدولة».
في 19 فبراير 2009، انتهت المحاكمة ببراءة جبرائيل مخمودوف وإبراهيم مخمودوف وسيرجي خادجيكوربانوف بالإجماع. صرحت المدعية فيرا باشكوفسكايا بأن الحكم قابل للاستئناف.
وفي تعليقه على انتهاء المحاكمة، أعرب أندرو ماكنتوش، رئيس اللجنة الفرعية المعنية بالإعلام والمقرر المعني بحرية الإعلام في الجمعية البرلمانية لمجلس أوروبا، عن إحباطه العميق إزاء الافتقار إلى التقدم في التحقيق في مقتل آنا بوليتكوفسكايا في السابع من أكتوبر 2006 وعجز السلطات الروسية عن العثور على قاتليها: «قبل عامين، دعت الجمعية البرلمانية في قرارها رقم 1535 (2007) البرلمان الروسي إلى مراقبة التقدم عن كثب في التحقيقات الجنائية المتعلقة بقتل آنا بوليتكوفسكايا ومحاسبة السلطات عن أي إخفاقات في التحقيق أو الملاحقة القضائية. ولا يمكن اعتبار إغلاق المحاكمة أمس إلا فشلاً صارخاً. وأنا أدعو السلطات الروسية والبرلمان إلى إعادة إطلاق تحقيق سليم وإلقاء الضوء على هذه الجريمة التي تقوض ليس فقط حرية التعبير في روسيا، بل وأيضاً أساسها الديمقراطي القائم على سيادة القانون. ولا توجد أعذار لهذه التحقيقات المعيبة في جرائم قتل الصحفيين المنتقدين سياسياً الذين يكتبون ضد الفساد والجريمة داخل الحكومة، مثل جرائم قتل الصحفيين في 2007. «جورجي جونجادزه في أوكرانيا عام 2000 وبول كليبنيكوف في موسكو عام 2004».
وقد جاء في تعليق هيئة الإذاعة البريطانية على فشل المحاكمة: «لقد تم إخطار القاتل المزعوم بطريقة ما وتمكن من الفرار من البلاد. ولم يتضح قط سبب خضوع آنا بوليتكوفسكايا للمراقبة من قبل جهاز الأمن الفيدرالي الروسي لمدة شهرين على الأقل قبل مقتلها. وسرعان ما توقف التحقيق. وبمجرد أن اتضح تورط جهاز الأمن الفيدرالي الروسي، هبط حجاب من السرية».

## إعادة المحاكمة
في 25 يونيو 2009، ألغت المحكمة العليا أحكام البراءة وأمرت بإعادة محاكمة ثلاثة رجال بتهم تتعلق بقتلها.
في ديسمبر 2012، أُدين ضابط الشرطة السابق دميتري بافليوتشينكوف وحُكم عليه بالسجن لمدة 11 عامًا بتهمة القتل في صفقة خاصة لتقديم أدلة ضد أولئك الذين أمروا بالقتل. لم يذكر في الواقع أي شخص أو أكثر استأجروه لارتكاب جريمة القتل، مما دفع عائلة بوليتكوفسكايا إلى المطالبة بعقوبة أطول.
وفي يونيو 2014، حُكم على خمسة رجال بالسجن بتهمة القتل، وحُكم على اثنين منهم بالسجن مدى الحياة.:A8
في 14 نوفمبر 2023، وردت أنباء تفيد بأن سيرجي خادجيكوربانوف، أحد الأشخاص الخمسة المسجونين بتهمة قتل بوليتكوفسكايا، حصل على عفو رئاسي بعد قبول وإنهاء عقد للقتال في أوكرانيا كجزء من غزو روسيا. ومع ذلك، قال محاميه إنه لا يزال في أوكرانيا، بعد أن وقع عقدًا آخر للقتال هناك كمتطوع.

## المر
1. ↑  Solovieva, Daria (31 أكتوبر 2006). Politkovskaya's Death, Other Killings, Raise Questions About Russian Democracy. World Politics Review (Report) (بالإنجليزية). OCLC:801062019. Archived from the original on 7 أكتوبر 2022. Retrieved 7 أكتوبر 2022.
2. ↑  "Anna Politkovskaya: Putin's Russia". بي بي سي نيوز (بالإنجليزية البريطانية). 9 أكتوبر 2006. Archived from the original on 7 نوفمبر 2006. Retrieved 7 أكتوبر 2022.
3. ↑  — (4 سبتمبر 2004). "Poisoned by Putin". الغارديان (بالإنجليزية البريطانية). eISSN:1756-3224. ISSN:0261-3077. OCLC:60623878. Archived from the original on 7 أكتوبر 2022. Retrieved 7 أكتوبر 2022.
4. ↑  "Anna Politkovskaia (biography)". Lettre Ulysses Award for the Art of Reportage. 2003. مؤرشف من الأصل في 12 أكتوبر 2003. اطلع عليه بتاريخ 7 أكتوبر 2022.
5. ↑  — (13 أكتوبر 2006). Reide, Vera (ed.). "Ana Politkovskaya's last article: Punitive agreement". interlocks.net (بالإنجليزية). Translated by Haun, Agatha. Archived from the original on 8 ديسمبر 2007.
6. ↑  "Journalist reportedly poisoned en route to hostage negotiations, another journalist detained at Moscow airport". IFEX (Press release) (بالإنجليزية). لجنة حماية الصحفيين. 3 سبتمبر 2004. Archived from the original on 25 أكتوبر 2020. Retrieved 10 أكتوبر 2022. The Committee to Protect Journalists is alarmed by reports that prominent Russian journalist Anna Politkovskaya was poisoned last night en route to Beslan, North Ossetia, where about 40 heavily armed fighters, reportedly of Chechen and Ingush origin, seized hostages at an elementary school yesterday.
7. ↑  Sixsmith, Martin (8 أبريل 2007). "The Laboratory 12 poison plot". الصنداي تايمز (بالإنجليزية البريطانية). ISSN:0956-1382. Archived from the original on 3 ديسمبر 2008. Retrieved 10 أكتوبر 2022. The sophisticated planning behind the plot and the evidence of the poison factory strongly suggested an FSB-style operation.
8. ↑  "Trois journalistes tués le jour de l'inauguration à Bayeux du Mémorial des reporters" [Three journalists killed on the day of the inauguration in Bayeux of the Reporters' Memorial]. Reporters sans frontières (Press release) (بالفرنسية). 10 يوليو 2006. Archived from the original on 29 أكتوبر 2006. Retrieved 10 أكتوبر 2022. Anna Politkovskaya avait participé, en décembre 2005, à une conférence sur la liberté de la presse organisée à Vienne par Reporters sans frontières. Elle avait déclaré ce jour-là dans son allocution : « Des gens paient parfois de leur vie pour avoir dit tout haut ce qu'ils pensent. On peut même être tué rien que pour m'avoir transmis des informations. Je ne suis pas la seule à être en danger. J'ai des exemples qui le prouvent. » [Anna Politkovskaya took part, in December 2005, in a conference on freedom of the press organized in Vienna by Reporters Without Borders. She said that day in her speech: "People sometimes pay with their lives for saying out loud what they think. You can even be killed just for giving me information. I'm not the only one in danger. I have examples that prove it."]
9. ↑  Meek, James (14 أكتوبر 2004). "Dispatches from a savage war". الغارديان (بالإنجليزية البريطانية). eISSN:1756-3224. ISSN:0261-3077. OCLC:60623878. Archived from the original on 11 سبتمبر 2022. Retrieved 10 أكتوبر 2022. In between, she has experienced countless death threats from Russian troops, Chechen fighters and the other, more shadowy armed groups operating in the margins of the war. The kidnappings, extrajudicial killings, disappearances, rapes and tortures she has reported on in Chechnya have left her convinced that Putin's policies are engendering the terrorists they are supposed to eliminate.
10. ↑  — (15 أكتوبر 2006). "Her Own Death, Foretold". Opinions. واشنطن بوست (بالإنجليزية الأمريكية). ISSN:0190-8286. OCLC:2269358. Archived from the original on 14 مارس 2017. Retrieved 10 أكتوبر 2022.
11. ↑  Kachkaeva, Anna (12 أبريل 2006). Ирина Хакамада о партийном строительстве и экономической ситуации в России [Irina Khakamada on party building and the economic situation in Russia].  Свобода [Svoboda] (بالروسية). ISSN:0274-6964. OCLC:1766932. Archived from the original on 30 سبتمبر 2007. Retrieved 10 أكتوبر 2022.  Ирина Хакамада: Ну, царство ему небесное, не хочется вообще отыгрываться на этом убийстве, потому что очень темная история, никто ничего понять не может. Я не люблю такие истории комментировать. Единственное, что, действительно, я сама тоже посмотрела Интернет и сама убедилась: он на пресс-конференции заявил о том, что я была подругой Анны Политковской и передавала угрозы ее жизни, исходя из источника в Кремле. Поскольку я часто посещала Кремль, то я обладала такой информация. Приблизительно так это было сказано. [Irina Khakamada: Well, God rest his soul, I don’t want to take revenge on this murder at all, because it’s a very dark story, no one can understand anything. I do not like to comment on such stories. The only thing that, indeed, I myself also looked at the Internet and was convinced for myself: at a press conference, he said that I was a friend of Anna Politkovskaya and transmitted threats to her life, based on a source in the Kremlin. Since I often visited the Kremlin, I had such information. That's pretty much how it was said.]
12. ↑  Berezovsky, Boris (11 يونيو 2006). В прямом эфире «Эхо Москвы» Борис Брезовский [Live "Echo of Moscow" Boris Brezovsky]. Echo of Moscow (Interview) (بالروسية). Yevgenia Albats. Archived from the original on 23 يوليو 2019. Retrieved 10 أكتوبر 2022.  Немцов сказал, что ему пришел ясный… ясное… ясный сигнал от Хакамады, которая сказала, что ей  Путин лично сказал, что если они откроют рот по  поводу взрывов жилых домов в Москве, то они получат по башке немедленно. И не в переносном, а  в прямом смысле. И вот это, конечно, меня еще раз убедило в абсолютной своей правоте — что да, взрывы были организованы спецслужбами РФ. [Nemtsov said that he received a clear ... clear ... clear signal from Khakamada, who said that Putin personally told her, that if they open their mouths about the explosions of residential buildings in Moscow, they will get hit in the head immediately. And not figuratively, but literally. And this, of course, once again convinced me that I was absolutely right - that yes, the explosions were organized by the special services of the Russian Federation.]
13. ↑  Убита Анна Политковская [Anna Politkovskaya was killed]. Lenta.ru (بالروسية). 7 أكتوبر 2006. Archived from the original on 12 فبراير 2007. Retrieved 10 أكتوبر 2022.  В Москве в подъезде собственного дома на улице Лесной убита известный журналист Анна Политковская [Well-known journalist Anna Politkovskaya was killed in the entrance of her own house on Lesnaya Street in Moscow.]
14. 1 2  "Chechen war reporter found dead". بي بي سي نيوز. 7 أكتوبر 2006. مؤرشف من الأصل في 7 ديسمبر 2006. اطلع عليه بتاريخ 10 أكتوبر 2022. Vitaly Yaroshevsky, deputy editor of the newspaper, believes she was killed because of her work. [...] "The first thing that comes to mind is that Anna was killed for her professional activities. We don't see any other motive for this terrible crime," he told the Reuters news agency.
15. ↑  Zheglov, Alexander; Akhundov, Alek; Allenova, Olga; Mashkin, Sergey (9 أكتوبر 2006). "Journalist Gives Her Life for Her Profession". كوميرسانت (بالإنجليزية). eISSN:1563-6380. ISSN:1561-347X. OCLC:244126120. Archived from the original on 30 نوفمبر 2006. Retrieved 10 أكتوبر 2022.
16. ↑  Anna Politkovskaya (1958 - 2006) (بالإنجليزية). n.d. Archived from the original on 13 يناير 2007. Retrieved 11 أكتوبر 2022.{{استشهاد بكتاب}}:  صيانة الاستشهاد: مسار غير صالح (link)
17. ↑  Parfitt, Tom (9 أكتوبر 2009). "The only good journalist ..." (بالإنجليزية). eISSN:1756-3224. ISSN:0261-3077. OCLC:60623878. Archived from the original on 20 سبتمبر 2022. Retrieved 11 أكتوبر 2022. For many, the fact that Politkovskaya was assassinated on Putin's birthday, and two days after Kadyrov's 30th birthday celebrations, raised suspicions that a henchman of one or both had served up the contract hit as an unasked-for present.
18. 1 2 3  Felshtinsky، Yuri؛ Pribylovsky، Vladimir (16 فبراير 2009). "11. The Age of Assassins". The Corporation: Russia and the KGB in the Age of President Putin (ط. First American). Encounter Books. ص. 479–482. ISBN:978-1594032462. LCCN:2008042258. OCLC:232982901. OL:22552592M. اطلع عليه بتاريخ 10 أكتوبر 2022 – عبر أرشيف الإنترنت.
19. ↑  Volodarsky, Boris (8 فبراير 2010). "Dead Souls: From Stalin to Putin". KGB's Poison Factory: From Lenin to Litvinenko (بالإنجليزية) (First ed.). The Quarto Group. p. 251. ISBN:978-0760337530. LCCN:2009042348. OCLC:308175992. OL:24408680M. Retrieved 10 أكتوبر 2022 – via أرشيف الإنترنت.
20. ↑  "Thousands mourn Russian journalist". Reuters. 10 أكتوبر 2006. اطلع عليه بتاريخ 2006-10-10. [وصلة مكسورة]
21. ↑  New and Old Ramzan (Russian), RFE/RL, Partial English translation نسخة محفوظة 2008-12-24 على موقع واي باك مشين.
22. ↑  "500 people rally in Moscow to protest journalist's murder, crackdown on Georgians". انترناشيونال هيرالد تريبيون (بالإنجليزية). موسكو. أسوشيتد برس. 8 أكتوبر 2006. ISSN:0294-8052. Archived from the original on 27 نوفمبر 2006. Retrieved 10 أكتوبر 2022. Hundreds rallied in downtown Moscow on Sunday to protest the murder of crusading journalist Anna Politkovskaya and the Russian crackdown on Georgians.
23. ↑  МНОГОЧИСЛЕННАЯ АКЦИЯ ПАМЯТИ АННЫ ПОЛИТКОВСКОЙ ПРОШЛА В ЦЕНТРЕ МОСКВЫ НА ПУШКИНСКОЙ ПЛОЩАДИ. [Numerous Action In Memory Of Anna Politkovskaya Was Held In The Center Of Moscow On Pushkin Square]. Echo of Moscow (بالروسية). 8 أكتوبر 2006. Archived from the original on 21 أكتوبر 2006. Retrieved 10 أكتوبر 2022.
24. ↑  "Ingush Police Break Up Rally Honoring Politkovskaya". 19 أكتوبر 2006. مؤرشف من الأصل في 2007-09-30. اطلع عليه بتاريخ 2007-05-19.
25. ↑  "More than 1,000 attend vigil for murdered Russian journalist". Helsingin Sanomat (بالإنجليزية) (International ed.). 28 أكتوبر 2006. OCLC:53964279. Archived from the original on 28 أكتوبر 2006. Retrieved 7 أكتوبر 2022. A crowd of more than a thousand people gathered outside the Russian Embassy in Helsinki on Sunday night in a peaceful candlelit demonstration arranged by the Finnish branch of PEN, the worldwide association of writers. [...] The people had come at short notice to honour the memory of the Russian writer and journalist Anna Politkovskaya, an outspoken critic of the country's policies in Chechnya, who was murdered in Moscow on Saturday. [...] Tehtaankatu, the street on which the Russian Embassy is located, filled up at around 7 p.m. on Sunday night with grieving people carrying candles. Groups of friends and family members spoke in quiet tones one with another, if at all. There were no shouted slogans at what was a spare and deeply moving ceremony.
26. ↑  "Deutschland-Besuch: Putin mit "Mörder, Mörder"-Rufen empfangen" [Visit to Germany: Putin welcomed with "murderer, murderer" calls]. دي فيلت (بالألمانية). رويترز/AFP. 10 أكتوبر 2006. ISSN:0173-8437. LCCN:sn90048296. Archived from the original on 10 نوفمبر 2021. Retrieved 7 أكتوبر 2022. Als die Wagenkolonne des Präsidenten in der Dresdner Altstadt vor dem Schloss eintraf und Putin ausstieg, schallten ihm auch „Mörder, Mörder"-Rufe entgegen. Ein Demonstrant hielt zudem ein Pappschild mit der Aufschrift in die Luft: „Mörder - du bist hier nicht mehr willkommen". [...] In Moskau war am Samstag die regierungskritische Journalistin Anna Politkowskaja ermordet worden. Die auch von der Bundesregierung scharf verurteilte Tat überschattet den Deutschlandbesuch Putins, dessen Regierung wiederholt wegen ihrer Einflussnahme auf die Medien in die Kritik geraten ist. [When the president's motorcade arrived in Dresden's old town in front of the palace and Putin got out, he was greeted with shouts of "murderer, murderer." A demonstrator also held up a cardboard sign that read: "Murderer - you are no longer welcome here". [...] The government-critical journalist Anna Politkovskaya was murdered in Moscow on Saturday. The act, which was also sharply condemned by the federal government, overshadows Putin's visit to Germany, whose government has repeatedly come under criticism for its influence on the media.]
27. ↑  "Putin in Dresden mit "Mörder"-Rufen empfangen". Der Spiegel (بالألمانية). 10 Oct 2006. Archived from the original on 2006-10-16. Retrieved 2006-10-11.
28. ↑  Cleaver، Hannah؛ Blomfield، Adrian (11 أكتوبر 2006). "Putin faces 'murderer' taunt as journalist is buried". The Daily Telegraph. London. مؤرشف من الأصل في 2006-10-29. اطلع عليه بتاريخ 2006-10-11.
29. ↑  "Chechnya: Politkovskaya Mourned As 'Last Hope'". إذاعة أوروبا الحرة (بالإنجليزية). موسكو. 11 أكتوبر 2006. Archived from the original on 6 يونيو 2019. Retrieved 7 أكتوبر 2022.
30. ↑  Putin, Vladimir (10 أكتوبر 2006). Speech at the St Petersburg Dialogue Social Forum (Speech). الإدارة الرئاسية لروسيا  [لغات أخرى]‏ (بالإنجليزية). ميونخ. Archived from the original on 6 مايو 2008. Retrieved 11 أكتوبر 2022. With regards to the murder of the journalist Anna Politkovskaia, then I have already said and I can say once again that this is a disgusting crime. To kill not only a journalist but also a woman and a mother. And the experts know well – Ms Chaplin is sitting here and I think that she will confirm this as well – that perhaps because Ms Politkovskaia held very radical views she did not have a serious influence on the political mood in our country. But she was very well-known in journalistic circles and in human rights circles. And in my opinion murdering such a person certainly does much greater damage from the authorities' point of view, authorities that she strongly criticized, than her publications ever did. {{استشهاد بخطاب}}: تجاهل المحلل الوسيط |عنوان المؤتمر= لأنه غير معروف (help)صيانة الاستشهاد: علامات ترقيم زائدة (link)
31. ↑  "Mourners pay homage to slain journalist". Centre Daily Times. أسوشيتد برس. 10 أكتوبر 2006. ISSN:0745-483X. OCLC:61312383. اطلع عليه بتاريخ 10 أكتوبر 2006. [وصلة مكسورة]
32. ↑  Kolesnikov, Andrey (11 أكتوبر 2006). "Vladimir Putin and Angela Merkel Work Together". كوميرسانت (بالإنجليزية). eISSN:1563-6380. ISSN:1561-347X. OCLC:244126120. Archived from the original on 30 سبتمبر 2007. Retrieved 7 أكتوبر 2022. Merkel began by expressing her shock at the recent murder of Russian journalist Anna Politkovskaya in Moscow. "The Russian president has promised me that everything possible will be done to solve that murder," she added. [...] Putin also commented on the murder. "Whoever committed that murder," he said in what sounded like a statement prepared in advance, "and whatever motivated it, we should acknowledge that the crime was abominable in its cruelty." Politkovskaya was a critic of the authorities, he noted, and her influence should not be overestimated. "It was minimal," he concluded. "She was known among journalists and in human rights circles and in the West, but I repeat that she had no influence on political life. Her murder causes much more harm than her publications did. Whoever did it will be punished." [...] Two hours later, at the session of the St. Petersburg Dialog, the subject arose again. "Those people who are hiding from Russian justice are willing to sacrifice anyone to create a wave of anti-Russian feeling," Putin said. [...] Then the two leaders turned to what really interested them, the Stockman deposit.
33. ↑  Specter, Michael (29 يناير 2007). "Kremlin, Inc.: Why are Vladimir Putin's opponents dying?". ذا نيو يوركر (بالإنجليزية الأمريكية). ISSN:0028-792X. OCLC:320541675. Archived from the original on 10 يوليو 2022. Retrieved 10 أكتوبر 2022.
34. ↑  Yablokova, Oksana (7 يوليو 2003). "Worries Linger as Shchekochikhin's Laid to Rest". موسكو تايمز (بالإنجليزية). OCLC:1097137921. Archived from the original on 26 أبريل 2007. Retrieved 10 أكتوبر 2022 – via eng.terror99.ru.
35. ↑  Агент Неизвестен [Agent Unknown].  Новая газета [نوفايا جازيتا] (بالروسية). 30 أكتوبر 2006. eISSN:1606-4828. ISSN:1682-7384. OCLC:58481623. Archived from the original on 25 فبراير 2016. Retrieved 10 أكتوبر 2022.
36. ↑  "Russia: High-Profile Killings, Attempted Killings In The Post-Soviet Period". إذاعة أوروبا الحرة (بالإنجليزية). 19 أكتوبر 2006. Archived from the original on 3 يونيو 2022. Retrieved 10 أكتوبر 2022.
37. ↑  Goldfarb, Alex; Litvinenko, Marina (22 مايو 2007). "14. The "Tiny Nuclear Bomb"". Death of a Dissident: The Poisoning of Alexander Litvinenko and the Return of the KGB (بالإنجليزية) (First ed.). Free Press. ISBN:978-1416551652. LCCN:2007012510. OCLC:104889488. OL:8457587M. Retrieved 10 أكتوبر 2022 – via أرشيف الإنترنت.
38. ↑  "Radiation found after spy's death". BBC. 24 نوفمبر 2006. مؤرشف من الأصل في 2007-01-21. اطلع عليه بتاريخ 2006-11-25.
39. ↑  "Who did it? Five theories of Litvinenko's demise". The Times. London. 26 نوفمبر 2006. مؤرشف من الأصل في 2011-06-04. اطلع عليه بتاريخ 2006-05-16.
40. ↑  Корниенко, Софья (23 Nov 2006). Александр всегда знал, что за ним охотятся.  Свобода [Svoboda] (بالروسية). ISSN:0274-6964. OCLC:1766932. Archived from the original on 2008-05-06.
41. ↑  "Встреча С Прошлым" (بالروسية). Novaya Gazeta. Archived from the original on 2006-07-27. Retrieved 2007-05-18.
42. ↑  "Свою Историю Болезни Я Так И Не Видел… Зачем?" (بالروسية). Novaya gazeta. Archived from the original on 2019-10-25.
43. ↑  "Were Baisarov and Politkovskaya on the same hit list?". Chechnya Weekly. 22 نوفمبر 2006. مؤرشف من الأصل في 2007-09-30. اطلع عليه بتاريخ 2007-05-16.
44. ↑  "Vladimir "Pooty-Poot" Putin, Bush's buddy, is getting out of hand". رولينغ ستون. 21 نوفمبر 2006. مؤرشف من الأصل في 2006-12-14. اطلع عليه بتاريخ 2007-05-16.
45. ↑  "Бывший резидент КГБ Олег Гордиевский не сомневается в причастности к отравлению Литвиненко российских спецслужб".  Свобода [Svoboda] (بالروسية). 20 Nov 2006. ISSN:0274-6964. OCLC:1766932. Archived from the original on 2008-02-24. Retrieved 2007-05-18.
46. ↑  Andrew، Christopher؛ Mitrokhin، Vasili (27 يوليو 2000). The Mitrokhin Archive: The KGB in Europe and the West. Allen Lane History. دار بنغون للنشر. ج. 1. ISBN:0-14-028487-7. OCLC:42606302. OL:7352280M – عبر أرشيف الإنترنت.
47. ↑  "'Russian spy poisoned me' says former double agent Gordievsky". The Scotsman. 6 أبريل 2008. مؤرشف من الأصل في 2023-07-30.
48. ↑  "Близкие Гайдара скрывают, в какой больнице он находится, опасаясь за его жизнь (ВЕРСИИ отравления)". NEWSru (بالروسية). 30 Nov 2006. Archived from the original on 2024-08-23.
49. ↑  "Arrests over Russia writer murder". BBC News. 28 أغسطس 2007. مؤرشف من الأصل في 2025-01-24. اطلع عليه بتاريخ 2010-04-25.
50. ↑  "Russia hints exile linked to murder". The Sydney Morning Herald. 28 أغسطس 2007. مؤرشف من الأصل في 2012-11-04.
51. 1 2  Russia: Politkovskaya's Colleagues Dispute Official Investigation, By Brian Whitmore, RFE/RL, 28 August 2007 نسخة محفوظة 2008-07-09 على موقع واي باك مشين.
52. ↑  Berezovsky Masterminded Murders of Politkovskaya, Litvinenko, Tregubova, Lugovoy Said 29 August 2007 نسخة محفوظة 2016-08-17 على موقع واي باك مشين.
53. ↑  Politkovskaya killer 'identified' بي بي سي نيوز. Retrieved 28 March 2008 نسخة محفوظة 2024-12-04 على موقع واي باك مشين.
54. ↑  "all measures are being taken to find and detain him". Генпрокуратура знает, кто стрелял в Политковскую. По нашим данным, киллером может быть 30-летний чеченец Рустам Махмудов Komsomolskaya Pravda 29 March 2007 نسخة محفوظة 2019-04-02 على موقع واي باك مشين.
55. ↑  Vladimir Isachenkov (31 مايو 2011). "Rustam Makhmudov". HuffPost. مؤرشف من الأصل في 2016-03-05.
56. ↑  see (بالروسية) Уголовный процесс по перестрелке на Рочдельской улице[الإنجليزية]
57. ↑  Главный следователь СКП назвал Березовского заказчиком убийства Политковской [The chief investigator of the Investigative Committee called Berezovsky the customer of the murder of Politkovskaya]. Lenta.ru (بالروسية). 3 أبريل 2008. Archived from the original on 16 يوليو 2011. Retrieved 11 أكتوبر 2022.  Отвечая на вопрос "Известий" о заказчике убийства Политковской, Довгий сказал: "Глубочайшее наше убеждение, что это Борис Абрамович Березовский - через Хож-Ахмеда Нухаева. На тот момент ему выгодно было поступить так". [Answering a question from Izvestia about the person who ordered the murder of Politkovskaya, Dovgy said: "Our deepest conviction that this is Boris Abramovich Berezovsky is through Khozh-Akhmed Nukhaev . At that time, it was profitable for him to do so."]
58. 1 2  Agents of special services are among organizers of Politkovskaya assassination. However someone protects them by disclosing secret materials of the criminal case نسخة محفوظة 9 April 2008 على موقع واي باك مشين. by Sergei Sokolov, 6 April 2008
59. 1 2  Russia charges 3 men in Politkovskaya murder رويترز. Retrieved 18 June 2008 نسخة محفوظة 2022-04-02 على موقع واي باك مشين.
60. ↑  "Politkovskaya suspect 'in Europe'". بي بي سي نيوز (بالإنجليزية البريطانية). 1 يوليو 2007. Archived from the original on 2 أبريل 2022. Retrieved 7 أكتوبر 2022. The head of Russia's Investigative Committee, Alexander Bastrykin, did not publicly identify the country where he believes Mr Makhmudov is hiding but said it was known by the Russian authorities. [...] Unconfirmed Russian media reports suggest that Moscow has requested Mr Makhmudov's extradition from Belgium.
61. ↑  "Anna Politkovskaya murder suspect arrested in Chechnya". بي بي سي نيوز (بالإنجليزية البريطانية). 31 مايو 2011. Archived from the original on 2 أبريل 2022. Retrieved 7 أكتوبر 2022. The man suspected of shooting Russian journalist Anna Politkovskaya in 2006 has been arrested in Chechnya and is due to be brought to Moscow. [...] Rustam Makhmudov was arrested overnight at his parents' home, his lawyer told AFP news agency.
62. ↑  Walker، Shaun (17 يوليو 2012). "Another arrest – but will we ever know who wanted Anna Politkovskaya dead?". The Independent. Moscow. مؤرشف من الأصل في 2015-09-26. اطلع عليه بتاريخ 2012-12-25.
63. ↑  Politkovskaya murder case sent to court Gazeta.ru. Retrieved 2 October 2008 نسخة محفوظة 2024-12-04 على موقع واي باك مشين.
64. ↑  Код доступа [Access code]. Echo of Moscow (Interview) (بالروسية). Yulia Latynina. 6 ديسمبر 2006. Archived from the original on 27 فبراير 2021. Retrieved 11 أكتوبر 2022.  Самое удивительное, что было на этой неделе – это показания Сергея Соколова, зама главного редактора «Новой газеты», который встал и сказал, что предполагаемый убийца Политковской Рустам Махмудов был объявлен в розыск еще в 1998 году, после этого ему изготовили фальшивый паспорт, и с этим фальшивым паспортом и со своим, видимо, куратором Павлом Рягузовым, подполковником ФСБ, он летал в Ростов на опознание какого-то там чеченца – чеченца задержали, надо было его опознать. Что тут началось! После того, как Соколов это сказал, Рягузов начал из своей клетки кричать: «Да вы понимаете, что вы говорите!». Потом встала адвокатша Рягузова, сказала, что если это было так, то это разглашение гостайны, и если Соколов услышал гостайну, то он первым делом должен был написать заявление на того, кто услышал гостайну. [The most surprising thing that happened this week was the testimony of Sergei Sokolov, deputy editor-in-chief of Novaya Gazeta, who stood up and said that the alleged killer of Politkovskaya Rustam Makhmudov was put on the wanted list back in 1998, after which a false passport was made for him, and with this false passport and with his, apparently, curator Pavel Ryaguzov, lieutenant colonel of the FSB, he flew to Rostov to identify some Chechen there - the Chechen was detained, it was necessary to identify him. What started here! After Sokolov said this, Ryaguzov began to shout from his cell: “Yes, you understand what you are saying!”. Then the lawyer Ryaguzova stood up and said that if this was so, then this was the disclosure of state secrets, and if Sokolov heard the state secret, then the first thing he had to do was write a statement against the one who heard the state secret.]{{استشهاد بمقابلة}}:  صيانة الاستشهاد: آخرون (link)
65. ↑  Nowak، David؛ Birch، Douglas. "3 acquitted in brazen slaying of Russian reporter". مؤرشف من الأصل في 2011-06-06. اطلع عليه بتاريخ 2009-02-19.
66. ↑  "PACE Rapporteur on failure of Moscow trail". Assembly. مؤرشف من الأصل في 2009-05-28.
67. ↑  Wingfield-Hayes، Rupert (20 فبراير 2009). "Truth elusive in Politkovskaya case". BBC. مؤرشف من الأصل في 2009-02-23. اطلع عليه بتاريخ 2009-02-23.
68. ↑  Retrial for suspects in Politkovskaya murder case. CNN. 25 June 2009 نسخة محفوظة 2024-09-12 على موقع واي باك مشين.
69. ↑  "Russia: Assassin sentenced for journalist murder" (Press release). Amnesty International. 14 ديسمبر 2012. مؤرشف من الأصل في 2015-02-16. اطلع عليه بتاريخ 2014-06-10.
70. ↑  Roth, Andrew (9 يونيو 2014). "Prison for 5 in Murder of Journalist". نيويورك تايمز (بالإنجليزية الأمريكية) (New York ed.). موسكو. p. A8. eISSN:1553-8095. ISSN:0362-4331. Archived from the original on 10 أكتوبر 2022. Retrieved 11 أكتوبر 2022. Moscow's highest criminal court on Monday sentenced five men to prison, including two to life sentences, for the 2006 murder of the investigative journalist Anna Politkovskaya, but left unsolved the question of who ordered the killing, the highest-profile attack on a Russian journalist of the last decade.
71. ↑  "Russia pardons ex-policeman convicted of journalist's murder". France 24. 14 نوفمبر 2023. مؤرشف من الأصل في 2024-05-14. اطلع عليه بتاريخ 2023-11-14.

## للقراءة الإضافية
- Upadhyay, Archana (11 نوفمبر 2006). "Civil Society and Democratic Space in Russia". إكونوميك أند بوليتيكال ويكلي  [لغات أخرى]‏ (بالإنجليزية). 41 (45): 4651–4653. ISSN:0012-9976. JSTOR:4418888. LCCN:sa67002009. OCLC:46735231.{{استشهاد بدورية محكمة}}:  صيانة الاستشهاد: علامات ترقيم زائدة (link)

## وصلات خارجية
- Interfax Assassination Story (بالإنجليزية)
- A suspicious death in Russia, ذي إيكونوميست, 8 October 2006 (بالإنجليزية)
- For what reason did Putin the spy kill Politkovskaya (بالروسية)
- Letter from Moscow: The Accused, ذا نيو يوركر, 23 March 2009 (بالإنجليزية)